# Мартиньяк, Жан-Батист
Жан Батист Сильвер Гэ, виконт де Мартиньяк (фр. Jean-Baptiste Sylvère Gay, vicomte de Martignac, 20 июня 1778 — 3 апреля 1832) — французский юрист и политик.

## Биография
Адвокат по профессии; во время Первой империи был известен как горячий роялист, после Реставрации назначен генеральным прокурором. В 1821 году избран в палату депутатов, где выделился своим ораторским талантом и приобрел популярность своим личным благородством.
После падения министерства Виллеля, Мартиньяк, в январе 1828 года, стал во главе кабинета, в котором получил портфель внутренних дел; провел новый закон о печати, которым отменялось требование предварительного разрешения для журналов и смягчались цензурные строгости; настоял на издании ордонанса, изъявшего значительное число учебных заведений из ведения ордена иезуитов; провел закон о ежегодном пересмотре избирательных списков, ослабивший правительственное давление на выборах. В своей деятельности министерство Мартиньяка исходило из убеждения, что «счастье Франции лежит в искреннем союзе между королевским авторитетом и вольностями, освященными хартией». Портфель министра финансов Мартиньяк отдал Антуану Руа. Однако, крайняя умеренность Мартиньяка не удовлетворяла левую сторону, а его либерализм был ненавистен королю и крайним роялистам. Король вел против него интригу сперва с Виллелем, тайно являвшимся к нему во дворец для переговоров, потом с Полиньяком; в стране было как бы два взаимно враждебных правительства. После 20-месячного управления министерство Мартиньяка пало под ударами искусно организованной коалиции правой и левой, из-за двух законопроектов о реформе департаментской и общинной администрации, в смысле большей децентрализации управления (август 1829). Место его заняло реакционное министерство Полиньяка, быстро доведшее монархию до крушения. 
В 1830 году Мартиньяк, по просьбе своего недавнего врага, Полиньяка, с полной готовностью принял на себя его защиту в процессе министров Карла Х и провел её с замечательной силой красноречия, смелостью и благородством. После смерти Мартиньяка вышел его «Essai historique sur la revolution d’Espagne et sur l’intervention de 1823» (П., 1832).